# Francisco Cánovas
Francisco Cánovas Candel, deportivamente conocido como Cánovas (Santomera, España; 14 de mayo de 1927-ibídem; 2 de abril de 2016), fue un jugador y entrenador de fútbol español. Jugó como delantero en cinco equipos de la Primera División de España: Real Murcia CF, FC Barcelona, CE Sabadell FC, UE Lleida , Real Valladolid y en Segunda Divisiòn con la Unión Deportiva Las Palmas
Al margen del deporte, fue Cronista Oficial de Santomera y contertulio en la Cadena Cope de la región de Murcia.

## Biografía

### Trayectoria como futbolista
Tras destacar como juvenil en la selección murciana del Frente de Juventudes, inició su carrera profesional en 1945 con el Real Murcia, club que le hizo estrenarse en la Primera División de España con 18 años, siendo el más joven en debutar con los pimentoneros. Tras destacar durante dos campañas con los murcianos, en 1947 le fichó el FC Barcelona. 
En el club azulgrana permaneció cuatro años, aunque la presencia de Estanislao Basora en el extremo derecho le cerró las puertas de la titularidad. Esta situación le llevó a encadenar cuatro cesiones consecutivas: CE Sabadell (Primera División 1947-48), Girona FC (Segunda División 1948-49), Racing de Santander (Segunda División 1949-50) y UE Lleida (Primera División 1950-51). En cuatro años nunca llegó a debutar oficialmente con el FC Barcelona, pero disputó 35 partidos amistosos en los que marcó 17 goles.
Entre 1951 y 1953 jugó en Primera División con el Real Valladolid. La temporada 1953-54 jugó en Segunda División con la UD Las Palmas. A pesar de lograr el ascenso a Primera y con solo 27 años, decidió dejar el fútbol profesional para centrarse en su vida familiar. Regresó a Murcia donde siguió jugando un año, como aficionado, en el Imperial CF.

### Tras su retirada
Tras su retirada, desempeñó varios empleos: en un negocio familiar de la molinería, como gerente de una empresa de calefacción, como corresponsal del Banco Santander y regentó su propio negocio de confección. No se desvinculó del mundo del fútbol y obtuvo el título de entrenador, dirigiendo al CD Almoradí y al Imperial CF.
En 1996, ya jubilado, creó el periódico «Voces de Santomera». En 1999 fue nombrado Cronista Oficial de Santomera, publicando varios artículos y libros sobre la historia del municipio.

## Selección nacional
En 1950 disputó un partido de carácter amistoso con la selección de fútbol de Cataluña.

## Estadísticas
| Club                     | Temporada | Liga  | Liga  | Copa  | Copa  | Otros (*) | Otros (*) |
| Club                     | Temporada | Part. | Goles | Part. | Goles | Part.     | Goles     |
| ------------------------ | --------- | ----- | ----- | ----- | ----- | --------- | --------- |
| Real Murcia · España     | 1945-46   | 16    | 1     | ?     | ?     | -         | -         |
| Real Murcia · España     | 1946-47   | 8     | 1     | ?     | ?     | -         | -         |
| CF Barcelona · España    | 1947-51   | 0     | 0     | 0     | 0     | 35        | 17        |
| CD Sabadell · España     | 1947-48   | 4     | 0     | ?     | ?     | -         | -         |
| Girona CF · España       | 1948-49   | 8     | 2     | ?     | ?     | -         | -         |
| Real Santander · España  | 1949-50   | 7     | 1     | 1     | 0     | 1         | 0         |
| UD Lérida · España ·     | 1950-51   | 8     | 0     | 0     | 0     | -         | -         |
| Real Valladolid · España | 1951-52   | 16    | 6     | 6     | 2     | -         | -         |
| Real Valladolid · España | 1952-53   | 14    | 2     | 1     | 1     | -         | -         |
| UD Las Palmas · España   | 1953-54   | 8     | 2     | 0     | 0     | -         | -         |
| Imperial CF · España     | 1954-55   | ?     | ?     | 0     | 0     | -         | -         |

### Resumen estadístico
|                  | Partidos | Goles |
| ---------------- | -------- | ----- |
| Primera División | 66       | 10    |
| Segunda División | 23       | 5     |
| Total            | 89       | 15    |

## Palmarés

### Campeonatos nacionales
| Título                   | Club                | País   | Año  |
| ------------------------ | ------------------- | ------ | ---- |
| Liga de Segunda División | Racing de Santander | España | 1950 |
| Liga de Segunda División | UD Las Palmas       | España | 1954 |